# محمدحسین جهانگیری
محمدحسین جهانگیری (۱۳۳۲ قصر شیرین - ) نمایندهٔ سابق حوزۀ انتخابیۀ قصرشیرین، سرپل ذهاب و گیلانغرب در دورهٔ سوم مجلس شورای اسلامی بوده‌است.